# Husby (Stockholm)
Pour les articles homonymes, voir Husby.
Husby est un quartier située dans le district de Järva de la ville de Stockholm en Suède. Husby recensait 11 551 habitants le 31 décembre 2007.

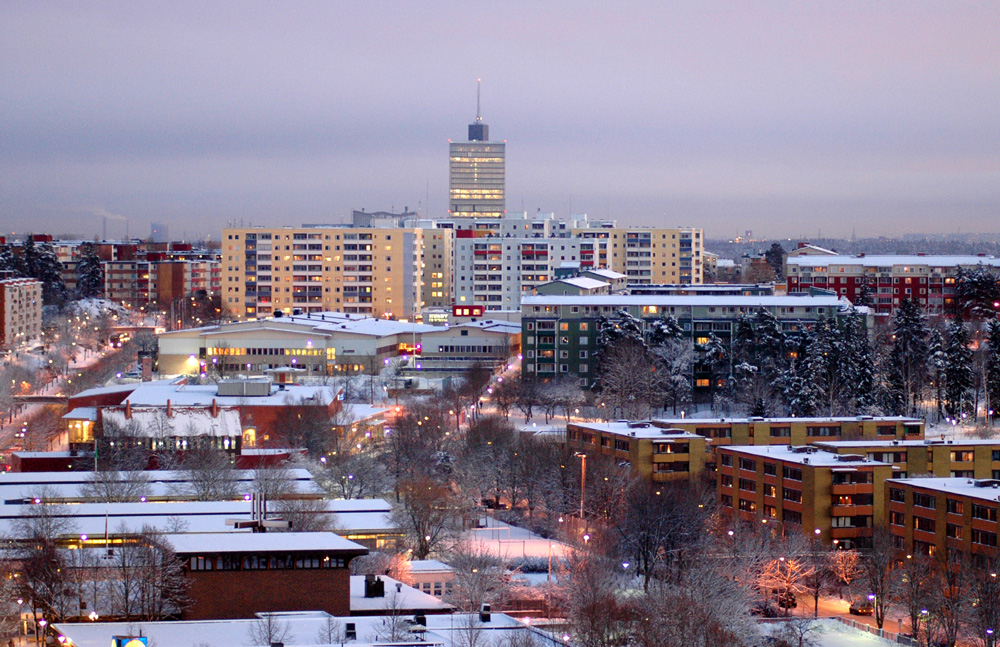
Aperçu d'Akalla au premier plan, et Husby au fond.

Actuellement, Husby possède une population majoritairement composée d'immigrés, principalement originaires de Turquie, du Liban, de Syrie, d'Irak et de Somalie.

## Histoire

### Ferme Husby
La ferme Husby, qui a donné son nom au district, a été formée dans la première moitié du XIXe siècle par la fusion des terres des fermes Granby et Akalla. Husby était alors un croft dépendant d'Akalla. Cependant, le nom suggère une histoire beaucoup plus ancienne, car à l'époque des Vikings et au Moyen Âge, husbyar était le nom des fermes où vivaient les fonctionnaires du roi. À l'ouest de la ferme, on trouve également des cimetières datant de l'âge du fer. Sur l'une des plus anciennes routes de Järvafältet, on trouve une pierre runique Husbystenen et Granbyhällen datant du XIe siècle, ainsi qu'un menhir non taillé.
Par décision du Riksdag en 1905, l'État a décidé d'utiliser l'ensemble du Järvafältet comme zone d'entraînement pour l'armée. La zone a appartenu à la municipalité rurale de Spånga jusqu'en 1948, date à laquelle elle a été intégrée à la ville de Stockholm. Elle a été vendue à la ville en 1965.
L'exploitation agricole de la ferme Husby a été abandonnée en 1959, mais la ferme existe toujours et a été rénovée lors de la construction du quartier dans les années 1970. Les parties les plus anciennes auraient été construites au début du XIXe siècle. Le bâtiment principal peut être documenté comme datant des années 1840, mais il est probable qu'il soit encore plus ancien.
Juste au sud se trouve la grange, construite dans les années 1880 ou 1890, qui a brûlé en 1994 et a été reconstruite par la suite, bien que son aspect extérieur diffère légèrement du bâtiment d'origine. C'est là que Husby Konsthall a installé ses salles d'exposition. Le cottage de couleur rouge, appelé « Lillstugan », situé à l'est du bâtiment de la ferme, date du milieu du XIXe siècle. En 1890, la maison est désignée comme une aile de cuisine ou une salle de brassage. Pendant la période militaire (1905-1970), l'un des frères locataires y a vécu. Aujourd'hui, la maison est utilisée comme centre d'artisanat avec un studio privé. Les bâtiments de la ferme Husby font partie de la réserve culturelle d'Igelbäckens, créée en 2006.

### L'extension des années 1970
Le développement des quartiers du nord de Järva, Akalla, Husby et Kista, a été planifié en même temps. Un plan directeur a été présenté en 1971 et le développement a fait partie du programme million. L'idée était de donner aux trois quartiers des conceptions légèrement différentes, et la planification a été influencée par les critiques formulées à l'encontre des quartiers construits un peu plus tôt dans le sud de Järva, Rinkeby et Tensta, où, entre autres, la planification des bâtiments manquait de coordination.
Parmi les trois quartiers du nord de Järva, Husby a été construit en premier et l'extension s'est déroulée conformément au plan de 1972 à 1977. Le centre a été conçu par Torgny Gynnerstedt et achevé au tournant de l'année 1975/1976, et la station de métro a été achevée en 1977. Le centre a été occupé à partir de 1974. Husby est construite sur un haut plateau qui s'incline légèrement dans toutes les directions. La rue de desserte Norgegatan, qui a été dynamitée, traverse le quartier de part en part. Les quartiers et les rues de la zone portent le nom de villes et de personnes norvégiennes, comme Oslogatan, Trondheimsgatan et Edvard Griegsgången. La planification de la circulation est cohérente, les voitures et les piétons étant séparés à différents niveaux, et plusieurs passerelles piétonnes permettent aux piétons de traverser les rues automobiles en contrebas de la zone. Afin d'éviter les zones de voies ferrées qui divisent le quartier, le métro a été acheminé en souterrain à travers le quartier. 
Husby dispose d'une piscine d'aventure, Husbybadet, d'une patinoire, d'une salle de sport, d'une bibliothèque et d'une partie de l'administration du district de Kista. Le quartier compte deux écoles primaires et secondaires et une école secondaire supérieure. Il y a également trois épiceries, une pharmacie, une école secondaire populaire et une maison de retraite. L'église de Husby, qui fait partie de l'Église évangélique libre, a été conçue par Karl Erik Hjalmarson en s'inspirant clairement des églises médiévales de l'Uppland. Alors que les quartiers voisins d'Akalla et de Kista comportent également de vastes zones de travail, Husby est presque exclusivement résidentiel.
Les bâtiments de Husby sont presque exclusivement des immeubles d'appartements construits dans le cadre du programme Million. La majorité des appartements du quartier appartiennent à Svenska bostäder, Wallenstam et HSB. Les appartements appartenant à Wallenstam ont changé de mains un grand nombre de fois. Le mécontentement à l'égard de la situation du logement dans le quartier a conduit, à la fin du XXe siècle, à des protestations sous la forme d'une manifestation et de retards dans le paiement des loyers, ainsi qu'à la création d'une organisation de locataires aux côtés de l'association des locataires, Husby unite[source nécessaire]. Une partie du parc d'appartements de Svenska bostäder a également été convertie en condominiums et la conversion d'autres appartements locatifs en condominiums est (en 2008) une question politique brûlante. 
En mai 2013, des nuits consécutives d'émeutes y ont eu lieu.

## Le métro
La station Husby est desservie par la ligne 3 du métro (ligne bleue) et se situe entre les stations Kista et Akalla. Elle est située dans un tunnel rocheux sous le centre de Husby. Les guichets sont situés à Trondheims et Bergengatan. La distance depuis la gare de Kungsträdgården est de quinze kilomètres.
La gare de Husby a été inaugurée le 5 juin 1977. Elle a des murs jaunes et un motif de troncs de bouleau et de bateaux de Vaxholm réalisé par l'artiste Birgit Broms